# 이은미 (1981년)
이은미(1981년 1월 1일 ~)는 대한민국의 영화배우다. 1997년 영화 '창'으로 데뷔했다.

## 방송
- 아레나 (2006)
- 천일야화 1 (2007)
- 천일야화 2 (2008)
- 바람의 화원 (2008)
- 시크릿 가든 (2010)
- 우리가 연애를 못하는 이유 (2011)

## 영화
- 창 (1997)
- 마고 (2002) - 길의 정령 역
- 샤워 (2002) - 지수 역
- 써클 (2003) - 시체 2 역
- 여고생 시집가기 (2004) - 양호선생 역
- 그녀의 이름은..DHR7 (2005) - DHR7 역
- 구세주 (2006) - 법학과 여학생 2 역
- 타짜 (2006)
- 아내의 애인을 만나다 (2007) - 다방녀 2 역
- 무방비 도시 (2008) - 안마걸 역
- 미인도 (2008) - 단오풍정 기생 4 역
- 만화방 (2012) - 주연
- 젊은 엄마 (2013) - 주연
- 미녀전쟁 (2013) - 주연
- 맛 (2014) - 아반떼 역
- 야누스: 욕망의 두 얼굴 (2014) - 우경 역
- 모텔 (2015) - 은영 역
- P.S.걸 (2016) - 캔디 역
- 돈 맛 (2016) - 하영 역
- 외도 (2016) - 주연
- 내 친구의 엄마 (2016) - 주연
- 이웃동서 (2016) - 은지 역
- 어린 형수2 (2017) - 주연
- 착한 엄마: 아버지의 여자를 탐하다 (2017) - 주연
- 초대남 (2017) - 주연
- 사촌누나와 동거 (2017) - 주연
- 장모의유혹 (2018) - 주연
- 어린이모 (2018) - 주연
- 친절한 며느리 (2018) - 주연
- 연애 : 엄마친구 (2018) - 주연
- 스와핑 : 친구의 아내2 (2018) - 주연
- 엄마의 유혹 (2018) - 주연
- 신 젊은 엄마 - 무삭제판 (2018) - 주연
- 초대녀 (2018) - 은미 역
- 이모의유혹2 (2019) - 주연
- 가슴큰엄마들 (2019) - 미숙 역
- 동호회의 목적 2 (2019) - 주연
- 며느리의 사랑 (2019) - 주연
- 이은미-가슴큰누나 (2019) - 이은미 역
- 맛있는엄마들 (2019) - 주연
- 새엄마들 2019 (2019) - 주연
- 엄마애인2 (2019) - 주연
- 초대녀 2 (2019) - 은미 역
- 외도2 (2020) - 수연 역
- 소설가의 영화 (2022) - 재원 역

## 수상
- 톱짱닷컴 몸짱선발대회 월짱 (2004)

## 같이 보기
- 이채담